# Boquiñeni
Boquiñeni es un municipio de España, en la provincia de Zaragoza, Comunidad Autónoma de Aragón. Tiene un área de 19,09 km² con una población de 896 habitantes (INE 2014) y una densidad de 52,12 hab/km². 
En su término municipal se encuentra el galacho de los Fornazos.

## Geografía
Integrado en la comarca de Ribera Alta del Ebro, se sitúa a 39 kilómetros de Zaragoza. El término municipal está atravesado por la Autopista Vasco-Aragonesa (AP-68) y por la Autovía del Ebro (A-68), además de por carreteras locales que conectan con Luceni y Gallur. 
La situación geográfica del conjunto de los territorios municipales esta ligada al valle del río Ebro, sobre todo en su margen derecha. El término municipal de Boquiñeni se caracteriza por su escasa altitud que abarca desde los 219 metros a orillas del río Ebro hasta los 307 metros (Alto de la Loteta). El núcleo de la población se alza a 227 metros sobre el nivel del mar.
| Noroeste: Pradilla de Ebro | Norte: Pradilla de Ebro | Nordeste: Tauste |
| Oeste: Gallur              |                         | Este: Tauste     |
| Suroeste: Magallón         | Sur: Luceni             | Sureste: Luceni  |

## Demografía
Boquiñeni cuenta con una población de 751 habitantes (INE 2024).
| Gráfica de evolución demográfica de Boquiñeni entre 1842 y 2021                                                     |
| |
| Población de derecho según los censos de población del INE Población de hecho según los censos de población del INE |

## Símbolos
Escudo de Boquiñeni: sobre campo de gules barca bordada en oro acompañada de "b" en azur, bordeado en azur sobre corona real.

## Administración y política
| Periodo   | Nombre                     | Partido | Partido                                            |
| --------- | -------------------------- | ------- | -------------------------------------------------- |
| 1979-1983 | Sigfredo Coscolla Coscolla |         | Independiente                                      |
| 1983-1987 | Sigfredo Coscolla Coscolla |         | Partido de los Socialistas de Aragón (PSOE-Aragón) |
| 1987-1991 | José Luis Latorre Llort    |         | Independiente                                      |
| 1991-1995 | José Luis Latorre Llort    |         | Partido Aragonés (PAR)                             |
| 1995-2007 | Félix Coscolla Benedí      |         | Partido de los Socialistas de Aragón (PSOE-Aragón) |
| 2007-2011 | Juan Manuel Sanz Lagunas   |         | Partido Popular de Aragón (PP)                     |
| 2011-2019 | Miguel Ángel Sanjuán Pérez |         | Partido de los Socialistas de Aragón (PSOE-Aragón) |
| 2019-2023 | Juan Manuel Sanz Lagunas   |         | Partido Popular de Aragón (PP)                     |
| 2023-act. | Raquel Coscolla Almau      |         | Partido Popular de Aragón (PP)                     |

| Partido político    | Partido político                                    | 1979   | 1983   | 1987   | 1991   | 1995   | 1999   | 2003   | 2007   | 2011   | 2015   | 2019   | 2023   |
| Partido político    | Partido político                                    | Ediles | Ediles | Ediles | Ediles | Ediles | Ediles | Ediles | Ediles | Ediles | Ediles | Ediles | Ediles |
|                     | Independientes                                      | 6      | —      | 4      | —      | —      | —      | —      | —      | —      | —      | —      | —      |
|                     | Unión de Centro Democrático (UCD)                   | 3      | —      | —      | —      | —      | —      | —      | —      | —      | —      | —      | —      |
|                     | Partido de los Socialistas de Aragón (PSOE-Aragón)  | —      | 5      | 3      | 3      | 3      | 3      | 3      | 4      | 4      | 4      | 3      | 2      |
|                     | Jóvenes Independientes                              | —      | —      | 2      | —      | —      | —      | —      | —      | —      | —      | —      | —      |
|                     | Partido Aragonés (PAR)                              | —      | —      | —      | 3      | 2      | 1      | 2      | 2      | 2      | 1      | —      | —      |
|                     | Partido Popular de Aragón (PP)-Alianza Popular (AP) | —      | 4      | —      | 2      | 3      | 3      | 2      | 3      | 1      | 2      | 4      | 3      |
|                     | Izquierda Unida (IU)                                | —      | —      | —      | 1      | 1      | 2      | —      | —      | —      | —      | —      | —      |
|                     | Boquiñeni en Común (BEC)                            | —      | —      | —      | —      | —      | —      | —      | —      | —      | —      | —      | 2      |
| Total de concejales | Total de concejales                                 | 9      | 9      | 9      | 9      | 9      | 9      | 7      | 9      | 7      | 7      | 7      | 7      |

## Servicios
El edificio del Ayuntamiento está ubicado en la Plaza de España y allí podemos encontrar toda la atención necesaria para obtener la información que necesitemos saber sobre el pueblo. En la parte de atrás del Ayuntamientos encontramos el edificio de la tercera edad, el espacio joven, la ludoteca, el centro médico, así como diferentes salas en las que se realizan múltiples actividades.
A la entrada del pueblo está el pabellón municipal, el cual se utiliza para muchos acontecimientos tanto para las fiestas patronales como para Navidad, carnavales, comidas populares así como para actividades extraescolares que requieren de gran espacio.
Al final de la calle Tenor Fleta o más conocido como el paseo de la barca, encontramos el campo de fútbol municipal llamado "La Martizuela" en el que juega el equipo CD BOQUIÑENI de primera regional contra los equipos visitantes de otros pueblos. También en este lugar se ubican las piscinas municipales que constan de dos piscinas, una grande y una pequeña así como un amplio terreno de césped, mesa de ping-pong, red de vóley, vestuarios y bar que se abren durante la temporada de verano que suele ser de mediados de junio a mediados de septiembre. Al lado de las piscinas se encuentra un parque abierto todo el año en el que hay columpios y toboganes para los niños, terrenos de césped, aparatos de gimnasia para mayores y una pista con canastas.
El pueblo también posee escuelas públicas que abarcan los cursos de infantil y primaria, lavadero, diferentes plazas y parques a lo largo del municipio. Además, se encuentra cerca y tiene parte de terreno del Embalse de La Loteta en el que se practican deportes de viento, como el kitesurf o el windsurf.

## Cultura

### Patrimonio
La iglesia de la Asunción de Nuestra Señora está ubicada en la calle Fernando el Católico y es de construcción reciente, se inauguró en los años 70 debido al mal estado en el que se encontraba la anterior Iglesia. En ella se celebran todos los acontecimientos religiosos que tienen lugar en el pueblo. Consta a la entrada de una puerta grande central y dos pequeñas en los laterales, en el interior tiene planta cuadrada con el altar y la sacristía al final del edificio y en la nave encontramos cuatro filas largas de bancos. Por las paredes laterales encontramos diferentes representaciones de santos y en la pared del altar están los patrones, la Virgen del Rosario y el Santo Cristo de la Capilla en sus respectivos retablos, además de San Gregorio y San Miguel.
La ermita de San Miguel es un edificio que se encuentra dentro del término municipal al que se va en procesión el día del Santo Cristo de la Capilla. También se hacen otras celebraciones el día de San Miguel o el de San Isidro Labrador. En este lugar encontramos un sitio al aire libre con mesas que forman un merendero al que se puede ir a pasar la tarde.

### Fiestas

#### Fiestas de mayo
Boquiñeni celebra en el mes de mayo las fiestas patronales en honor al Santo Cristo de la Capilla el día 24, a San Gregorio el día 25 y a San Miguel el día 26. Por decisión unánime del pueblo hace unos años así se establecieron los días de los patrones del mes de mayo aunque San Gregorio y San Miguel no sean celebrados en el día exacto de su fiesta. La celebración de las fiestas en honor al Santo Cristo de la Capilla conmemora el milagro sucedido el 24 de mayo de 1864, año en el que las sequías asolaban la población y los boquiñeneros decidieron llevar la imagen del Santo Cristo de la Capilla en rogativa a la ermita de San Miguel, ubicada en el territorio del municipio, para que salvara sus cosechas. Según cuenta la historia transmitida oralmente de padres a hijos, aún no habían dejado la imagen del Santo Cristo de vuelta en su capilla y ya había en las calles barro de la lluvia que se originó. Por ello, gracias a que se pudieron salvar las cosechas, se decidió todos los 24 de mayo celebrar las fiestas en honor al Santo Cristo de la Capilla y al suceso que aconteció.Las fiestas varían su duración dependiendo en que día de la semana caen los santos, generalmente si la celebración del día de los patrones toca entre semana se elige o el fin de semana anterior o el posterior. En las fiestas podemos encontrar actos como pasacalles de la carroza de las reinas amenizado con la charanga, hoguera con pastas y sangría, vaquillas tanto en las calles como en la plaza, bailes de tarde y de noche con orquestas, discomóviles, diferentes espectáculos en el pabellón municipal, almuerzos, fútbol regional, vermús y sobre todo un ambiente festivo que alcanza de la primera calle a la última del pueblo.
Para las fiestas de mayo se baila el tradicional dance de Boquiñeni que con más de 100 años de historia sigue pasando de generación en generación. El 24 de mayo se acompaña al Santo Cristo de la Capilla durante toda la procesión bailándole diferentes piezas y además se le recitan dos poesías en la ermita de San Miguel y en la puerta de la Iglesia cuando se recoge la imagen del Santo. Al día siguiente, el 25 de mayo, se acompaña la procesión en honor a San Gregorio con los bailes de los danzantes y luego se le lleva al pabellón donde se hace la tradicional representación del dance hablado de Boquiñeni.

#### Fiestas de octubre
En el mes de octubre se celebran las fiestas en honor a la Virgen del Rosario y el día de la patrona se ubica en el primer domingo de octubre, de esta forma, a diferencia de las fiestas de mayo, la duración de las fiestas patronales de octubre suele ser de cuatro días celebradas de jueves a domingo. La Virgen del Rosario cuenta en la localidad con su propia cofradía en la que cada año un cofrade y su familia se encargan de preparar a la virgen y sacarla en procesión. 
En las fiestas de octubre podemos encontrar todos los actos anteriormente citados que se celebran en las fiestas de mayo.

#### Coronación
En Boquiñeni, así como en otros muchos pueblos, existe la tradición de que cada año se eligen unas reinas de fiestas que son las encargadas de representar al pueblo. Por ello el último fin de semana de septiembre, previo a las fiestas de octubre, se hace el acto de coronación de las reinas en el cual la corporación municipal corona a las reinas, que generalmente, son chicas de la misma edad que por año les toca ser coronadas. La edad de coronación suele estar entre los diecisiete y dieciocho años. En este acto se realiza también la descoronación de las reinas anteriores.
Es tradición en este acto de coronación que durante el verano algún grupo de jóvenes del pueblo junto con las reinas les enseñen coreografías de baile a los niños y jóvenes del pueblo y el día de la coronación los bailen en el pabellón municipal. También desde el año 2007 se coronan las reinas y reyes infantiles, que son los niños de Boquiñeni que han hecho la primera comunión ese año. Además, desde hace algunos años también se les pone un pañuelo con el escudo de Boquiñeni a los niños que vivan o que tengan algún lazo familiar con el pueblo nacidos en ese año como una manera de presentar a las nuevas generaciones de boquiñeneros y boquiñeneras.

#### San Jorge
En Boquiñeni se celebra el día del patrón de Aragón, el 23 de abril se organizan almuerzos, comidas, vacas, espectáculos, bailes, concursos. Es un día completo de actividades y desde hace unos años es en este día en el que las peñas del pueblo se presentan al sorteo de quien será la peña pregonera de ese año, encargada de dar el pregón la víspera de las fiestas de mayo y de organizar un vermú-comida en las fiestas de octubre.

### Dance
El dance aragonés es una institución peculiar de nuestro folklore de carácter religioso, dedicado a solemnizar las fiestas en honor a los patrones de los pueblos. Según el profesor Beltrán, el dance aragonés procede del norte de Aragón, habiéndose formado por conglomeración de elementos.
El dance de Boquiñeni está dedicado a San Gregorio de Ostia, antaño se representaba en el campo al terminar la procesión del 8 y 9 de mayo pero actualmente se representa en el pabellón municipal el día 25 de mayo, fiesta de San Gregorio. Los danzantes también intervienen en la procesión acompañando al Santo Cristo que llega hasta la ermita de San Miguel. Los habitantes de la localidad llamamos a nuestro dance “De la soldadesca”, lo cual plantea dudas sobre sus orígenes, podría significar que hubo uno anterior con diálogos y luchas entre moros y cristianos, o bien que tomó el nombre de otros dances que incluyen en su repertorio estos personajes.
Se desconoce la fecha exacta del inicio de la representación pero esta documentado que “lo redactó Joaquín Solsona cuando volvió de la guerra de Cuba”, quien se inspiró en el dance de Bulbuente, aunque las semejanzas actuales son mínimas. También aparecen en la documentación recopilada para la conmemoración en 1998 del “Centenario del Dance” dos dances antiguos de otras localidades que pudieron servir de inspiración para el de Boquiñeni.
El dance de Boquiñeni no ha sufrido cambios desde principios del siglo XX y el texto mantiene su estructura en forma de Pastorada, de versificación fácil, siendo un romance asonantado y completamente moderno. Se representa la pugna entre ángel (representado por una niña, única figura femenina del dance) y el diablo. En nuestro dance también existe el sacristán (figura inusual en otros dances y añadido tardíamente), bailes de palos y castañuelas, dichos y loas al santo así como otros dichos referidos a actos o acontecimientos de la vida cotidiana de los danzantes, los habitantes de la localidad,o del  ayuntamiento, acompañados de sátira y críticas. Las tonadillas son sin letra. En los bailes intervienen ocho danzantes, normalmente hombres, aunque en la actualidad, debido al gran arraigo entre los jóvenes de la localidad, bailan chicos y chicas aleatoriamente. Los bailes de palos son: procesión, polka, jota, chotis e himno. Las partituras fueron arregladas por Jesús Latorre Cuartero, vecino del pueblo con amplios conocimientos musicales. Dependiendo de la temporada se ha realizado tanto con charanga como con gaitas y tambor pero actualmente siempre se realiza acompañado por los Gaiteros de Tauste.
El dance de Boquiñeni se ha representado de forma continua a lo largo del siglo XX, a excepción de los años de la Guerra Civil, para reanudarse en 1941 hasta el momento actual.  La representación se inicia con los dichos y loas que describen la vida de San Gregorio, comenzados por el mayoral, continúan los danzantes y termina con la loa del rabadán al Santo. El mayoral comienza a hablar saludando a diferentes personalidades presentes en la representación del dance como a las autoridades, al predicador, a las Reinas de las Fiestas, a la Guardia Civil, a los presentes. El rabadán recita unos versos correspondientes al dance antiguo que se representaba en el monte. La mayor parte del dance hablado es dicho entre el Rabadán y el Mayoral pero en los momentos clave intervienen el Sacristán y se da el enfrentamiento entre la figura del Diablo representando al mal y el Ángel representando el bien, ganando finalmente el bien sobre el mal. En el último momento del dance cada uno de los 8 danzantes que forman el grupo le dice un dicho diferente a San Gregorio y antes de volver a su sitio el Rabadán o el Mayoral les dice a cada uno en tono de rimas, hazañas que ha realizado ese danzante durante el año que han sido contadas anteriormente por los amigos. Los danzantes en la representación llevan varas y sombreros.
El atuendo de los danzantes durante estos años ha sufrido pocas variaciones. En Boquiñeni, a diferencia de otras localidades, los danzantes no llevan la vestimenta clásica consistente en enaguas con puntillas blancas de reminiscencia clásica. En 1982 se introdujo el traje de baturro aunque este cambio duro poco y se impuso la vestimenta de 1955, por considerarse más tradicional. Desde 1955 lucen bandas de seda cruzadas sobre el pecho, de color verde en un principio y como la bandera aragonesa en la actualidad. Hasta la Guerra Civil los danzantes vestían un traje de chaqueta y pantalón iguales, camisa blanca y calzaban alpargatas de cáñamo blancas con trenzaderas negras que se ataban al tobillo. A partir de 1941 vestían un pantalón oscuro, del que disponían, y camisa blanca con un pañuelo cruzado de colores o cuadros. El calzado era el mismo que en la primera época. Desde 1955 su indumentaria consiste en: pantalón y camisa blanca, faja de color morado para la fila del Mayoral y azul para la del Rabadán, una banda cruzada sobre el pecho con los colores de la bandera de Aragón y el escudo de Boquiñeni bordado, y alpargatas blancas con lazos rojos.